# Низия-Флореста
Низия-Флореста (порт. Nísia Floresta)  —  муниципалитет в Бразилии, входит в штат Риу-Гранди-ду-Норти. Составная часть мезорегиона Восток штата Риу-Гранди-ду-Норти. Входит в экономико-статистический  микрорегион Макаиба. Население составляет 22 814 человека на 2006 год. Занимает площадь 306,051 км². Плотность населения — 74,5 чел./км².
Первоначальное название муниципалитета — Папари. В 1948 году он получил нынешнее название в честь писательницы Низии Флоресты (1810—1885).

## Статистика
- Валовой внутренний продукт на 2003 год составляет 66 442 924,00 реалов (данные: Бразильский институт географии и статистики).
- Валовой внутренний продукт на душу населения на 2003 год составляет 3511,49 реалов (данные: Бразильский институт географии и статистики).
- Индекс развития человеческого потенциала на 2000 год составляет 0,666 (данные: Программа развития ООН).